# Škoda Auto
Škoda Auto é uma companhia automobilística da Chéquia, fundada em 1925, e uma das mais antigas deste ramo no mundo. Em 1991 tornou-se subsidiária do Grupo Volkswagen. Vendeu um total de 939.200 unidades de veículos em 2012.

## História

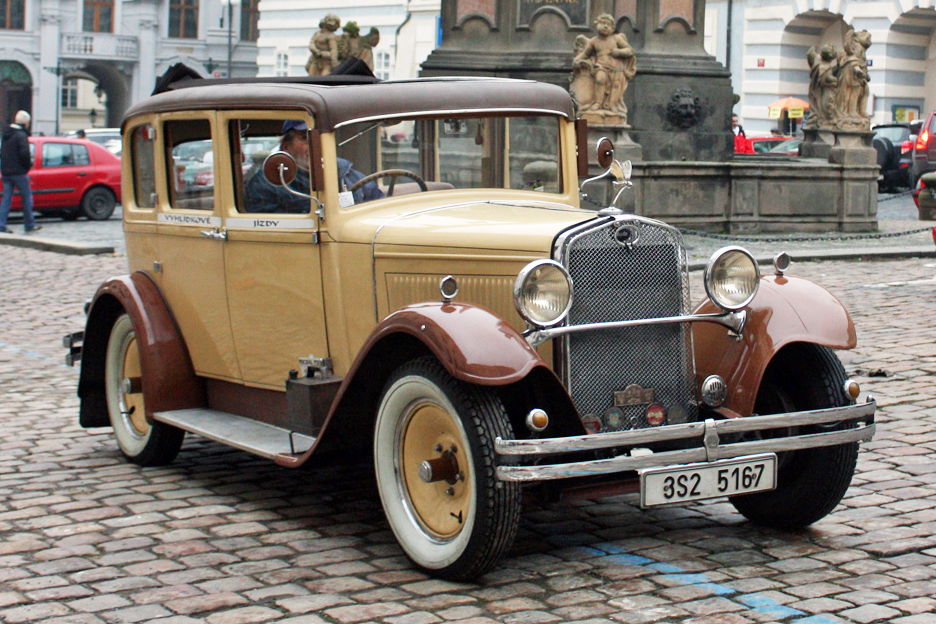
Škoda 422 de 1929.

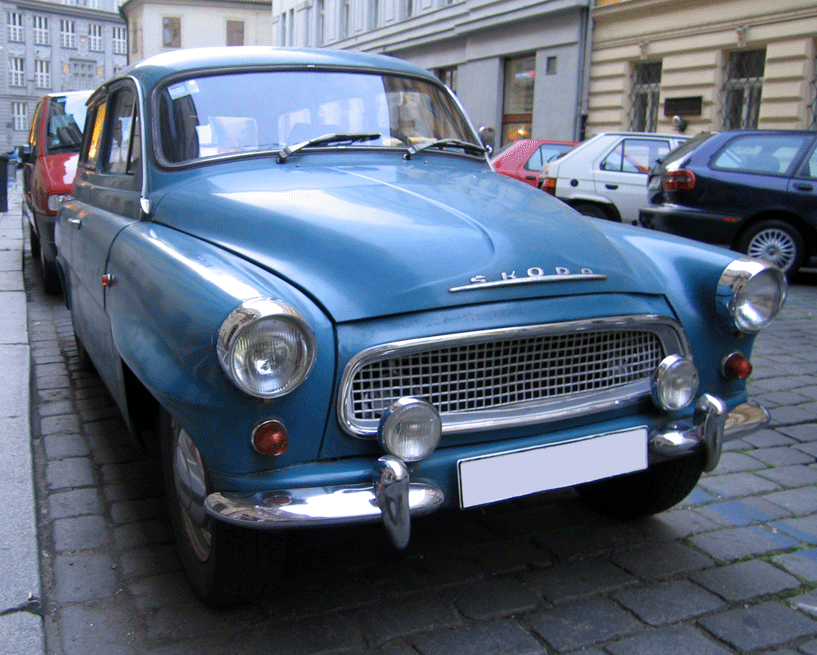
1959-1971 Skoda Octavia.

Empresa checa de automóveis, surgiu em 1925 como resultado da fusão da Laurin & Klement, fundada em 1895, e da Skoda Pilsen. A primeira destas empresas já fabricava automóveis, embora tenha começado a sua actividade através da produção de bicicletas. Depois surgiram as motos de corrida e o primeiro automóvel, Voiturette A, um grande sucesso de vendas. Em 1914, com o início da Primeira Guerra Mundial (1914-1918), a empresa passou a dedicar-se ao fabrico de armamento. Em 1925 foi então concretizada a fusão com a maior empresa industrial checa, a Skoda Pilsen, tendo desde logo sido montada uma linha de produção de veículos de luxo.
A Grande Depressão (finais da década de 1920 e início da de 1930) travou a progressão da marca, mas mesmo assim ainda foi lançado mais um modelo bem sucedido, o Popular. Ainda na década de 1930 a Skoda notabilizou-se na construção de limusines. Entretanto, em 1939 começou a Segunda Guerra Mundial e a Skoda, dada a invasão da República Checa pelas forças nazis, passou a integrar o sistema económico alemão, pelo que a fábrica passou a produzir armamento. No entanto, ainda assim a Skoda foi capaz de lançar mais um automóvel, o Superb.

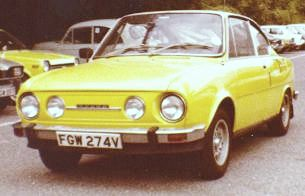
O Škoda 110R Rapid em 1980. Um desenho parecido com o Porsche da época, mas custando apenas 10% do preço deste.

Após a Segunda Guerra Mundial, que terminou em 1945, e com a inclusão da Checoslováquia no Bloco de Leste dominado pela União Soviética, a produção automóvel modificou-se radicalmente. A empresa, agora nacionalizada, passou a designar-se AZNP Skoda e a deter o monopólio do mercado interno. Apesar de ter sido vedado o contacto com o Ocidente, ainda assim a Skoda conseguiu progredir, assentando o seu sucesso na construção de carros fiáveis e sólidos. Nessa época surgiram, sucessivamente, os modelos Tudor, Spartak e Octavia.
No entanto, a Skoda foi fortemente abalada na década de 1960, porque não conseguiu acompanhar os progressos tecnológicos da indústria automóvel que iam aparecendo no Ocidente. Na década de 1970 o sistema económico checo se estagnou e a Skoda só pôde manter a liderança no mercado interno. Até que, em 1987, com o lançamento do Skoda Favorit, o primeiro modelo da marca com tracção dianteira, a situação melhorou. O modelo foi desenhado pelo conceituado estúdio de design italiano Bertone. Três anos mais tarde, já depois da abertura política e económica do Leste ao Ocidente, a Skoda decidiu passar a integrar o poderoso grupo alemão Volkswagen, do qual já faziam parte a Audi e a Seat. A integração oficial deu-se a 1 de Abril de 1991.
Assim, a Skoda pôde modernizar o seus produtos e lançá-los no mercado internacional, tendo começado pelo Felicia e prosseguindo com o Octavia, o Fabia e o Superb. Paralelamente, a Skoda desenvolveu alguns projectos desportivos como a criação, em 1963, de um carro para Fórmula 3. Apesar de a nível internacional o Skoda F3 ter sido um fracasso foi criado na Checoslováquia um troféu com este monolugar. Em 1996, através do modelo Felicia, a Skoda entrou no Campeonato Mundial de Ralis, conseguindo alguns bons resultados, que prosseguiram com o Octavia.
A percepção da Škoda na Europa ocidental tinha completamente mudado. A medida que o desenvolvimento técnico avançava e saíam novos modelos mais atractivos ao mercado, a imagem da Škoda começou a melhorar. No Reino Unido a mudança chegou com a campanha "It is a Škoda, honest" ("É um Škoda, honestamente") que começou nos principios de 2000.

## Modelos

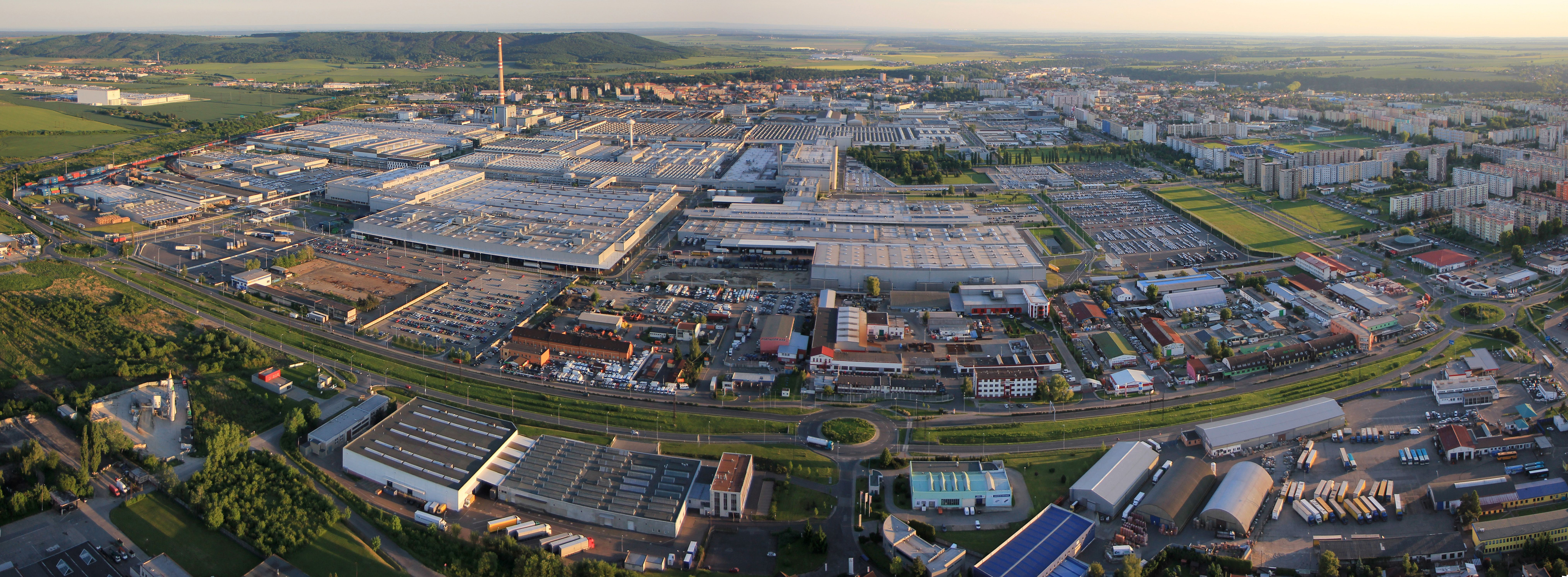
Fábrica da Škoda em Mladá Boleslav.

- Fabia
- Felicia
- Octavia/Laura
- Octavia Scout
- Praktik
- Roomster
- Superb
- 422 (1929)
- 633 (1931)
- Popular (1934)
- Rapid (1934)
- Tudor (1946)
- Sedan (1952)
- Spartak (1955)
- MB1000/1100 (1964)
- S100/110 (1969)
- 1100 GT (1970)
- Škoda 105/120/125 (1976-1990)
- Škoda 130/135/136 (1985-1990)
- Škoda Favorit (1987-1995)
- Winnetou (only prototype in 1968)

- Skoda Favorit.
- Modelos Felicia, Fabia I, Octavia I.
- Škoda Fabia III.
- Škoda Octavia IV Combi
- Skoda Superb III.